# Nati Soler Alcaide
Nati Soler Alcaide   (Llorenç del Penedès, 1959) és una escriptora catalana, que ha publicat poemaris, narracions i teatre, pels quals ha rebut diversos guardons.
És membre del grup Art Polièdric, dedicat a interpretar temes variats en diverses disciplines artístiques i agrupar la tasca feta en exposicions.
És l'escriptora "De capçalera" de la Biblioteca Pública Terra Baixa del Vendrell. "De capçalera" és un projecte impulsat pel Servei de Biblioteques de la Generalitat de Catalunya, juntament amb la Institució de les Lletres Catalanes i amb la col·laboració de l'Institut Català de les Dones.
Ha estat traduida al francès en l'antologia Enfin libres, Bacchanales nº69, que va seleccionar 25 poetes catalans,que havien rebut tot l'ensenyament íntegrament en castellà.

## Llibres publicats
Poesia, narrativa i teatre
- Apunts de Praga - Sallent - Ajuntament de la Vila de Sallent - 2001
- Les dents del gat - Barcelona - Ed: Viena - 2004
- Quan la figuera és assotada pel vent - Alacant - Ed: Aguaclara - 2005
- Poemes de pedra seca - Valls - Ed: Cossetània - 2006
- Furgar el rusc - Vic - Ed: Emboscall - 2008
- La pedra d'aquesta casa - Argentona - Ed: La Comarcal Edicions - 2009
- La casa amb set butxaques - Lleida - Ed: Pagès - 2009
- Les dents de la pluja - Alzira - Ed: Bromera - 2011
- La lentitud del ramat - Lleida - Ed: Pagès - 2015
- Diuen...Escrits propers (amb Josep Vallès) - Valls - Ed: Cossetània - 2016
- Paraula -Dènia 2017, publicació Casa de Andalucía de Dènia
- Cadells de gat - Ed: Ònix - 2020
- Entre vinyes de la pintora M. Teresa Baltasar. 2020 (part del text del llibre), editorial Andana 2020
- Motor de sang, ed Onada 2021.
- Portes obertes, portes tancades, portes que canvien la vida, amb fotografies d’Olga Pros Jané, editorial Ònix 2021
- A propòsit d'unes flors, sobre aquarel·les de Camil·la Pérez Salvà, ed. Ònix 2022
- La lutier, dins Baix Continu 2022, amb Zoraida Burgos i Laura López, ed. Arbar 2022
- Ens m'hem sortit? sobre pintures de Joan Descals i amb poemes de Mireia Juanola i --Olga Xirinacs, Ònix 2023.
- Un cop de mà. ed. Balèria 2023
- Xocolata desfeta, ed Balèria, 2023
- L’Ànima de la pedra Seca, Stonberg 2025

## Premis literaris
- Premi Josep Fàbregas i Capell (Vila de Sallent (2000), per Apunts de Praga[6]
- Premi de narrativa, ex aequo: Mn. Romà Comamala, de Vilabella (2002), per la novel·la breu ”Onze d’agost “.
- Premi Vila de Martorell de poesia (2003), per Les dents del gat[1]
- Paco Mollà de poesia de Petrer (2004), per Quan la figuera és assotada pel vent[7]
- Premi de poesia Ciutat de Granollers a Furgar el rusc.
- Nit Literària Andorrana - Grandalla de poesia (2008), per La casa amb set butxaques[6]
- Premi Maria Oleart d'Alella(2008), per La pedra d'aquesta casa[6]
- Premi poesia de viatges Lloret de Mar (2008), per La  Carrerada de Santa Coloma
- Premi Bambolina de teatre de Torredembarra per Cal Llop
- XXX Premi Ibn Hazm de poesia (Premis Literaris Ciutat de Xàtiva 2010), per Les dents de la pluja[8]
- XIX Premi de Poesia Màrius Torres (2014), per La lentitud del ramat[9]
- XXII Certamen Nacional de Poesia Adolfo Utor Acevedo (2017), per Paraula[10]
- Premi Antoni Matutano de la Vila d’Almassora (2020) per Motor de sang.
- Premi de novel·la de Sencelles (2023), per Un cop de mà.
- Premi Joan Guasp de teatre, vila de Consell (2023), per Xocolalta desfesta.
- Premi Cavall de Laguar (2024), per  la narració, Ígnia